# Avaldsnes kommun
Avaldsnes kommun (norska: Avaldsnes kommune) var en kommun i Rogaland fylke i sydvästra Norge. Kommunen omfattade ett område i de norra och östra delarna av nuvarande Karmøy kommun samt den västra delen av nuvarande Tysværs kommun. Tätorten Avaldsnes utgjorde kommunens centralort.

## Administrativ historik
Avaldsnes kommun upprättades den 1 januari 1838 (som Avaldsnæs formannskapsdistrikt) när Formannskapslovene från 1837 trädde i kraft. 
Den 16 augusti 1866 bröts stadskommunen Kopervik ut ur kommunen som då minskade från 5 472 invånare före delningen till 4 735 invånare efter.
Den 1 januari 1909  bröts Stangalands kommun ut ur kommunen som då minskade från 4 214 invånare före delningen till 3 213 invånare efter.
Den 1 januari 1965 upplöstes kommunen och delades. Huvuddelen (med 4 153 invånare) fördes till Karmøy kommun medan Gismarviks, Førre och Stegabergs kretsar (med 994 invånare) fördes till Tysværs kommun. Kommunen hade vid delningen totalt 5 147 invånare.